# Leticia (nombre)
Leticia es un nombre propio femenino de origen latino (Lætitia) que significa "alegría" o "felicidad". En la persona significa "la que trae alegría". Aparecía en la forma "Lettice" en la Inglaterra medieval y en "Leticia" como adjetivo de "felicidad" en el español antiguo, pero rara vez ambos se utilizan en la actualidad. En las versiones anteriores del programa de edición de texto Microsoft Word, la palabra "Leticia" se corregía automáticamente a "felicidad".

### En otros idiomas
| - 莱蒂西亚 (chino) - Lái dì xī yà (pinyin) - Letícia (catalán, húngaro) - Letitia (inglés) - Latisha (inglés) - Lettice (inglés) - Lettie (inglés) - Letty (inglés) - Tisha (inglés) - Titty (inglés) - Lätitia (alemán) - Lätitzia (alemán) - Tizia (alemán) - Lätitia (alemán) - Titia (alemán) - Letiția (rumano) | - Lætitia (francés, latín antiguo, alemán) - Letizia (italiano, corso) - Летиция (ruso) - Летисия (ruso) - Leticia (portugués, español) - Lelê (portugués) - Leca (portugués) - Leleca (portugués) - Tica (portugués) - Letycja (polaco) - Leitis (polaco) - Ledicia (escocés) - Ayelén (mapuche) - Leti (español) - Lutecia (aragonés) - Ledicia (gallego) |

## Etimología e historia

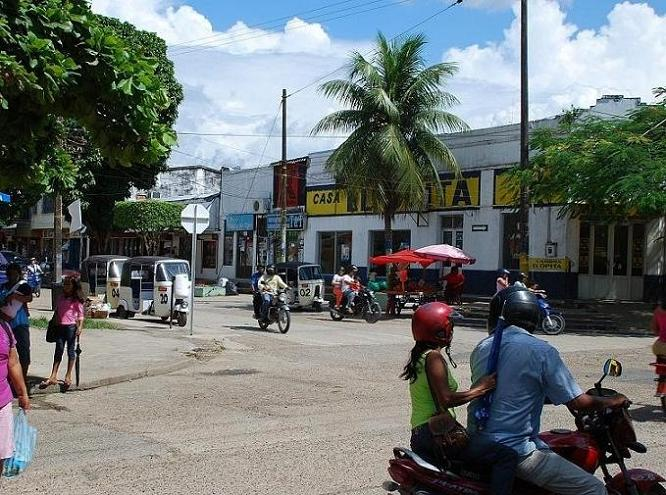
Ciudad de Leticia, Colombia

Escudo de la Universidad de Santiago de Chile, con el Lema en latín: En el trabajo está nuestra alegría

Este nombre varía según su última consonante, dando lugar a ser Letizia o Leticia. La onomástica de Santa Leticia se celebra el 13 de marzo.
Del adjetivo que nos legaron los romanos, se pasó al nombre laetitia (que los italorromanos pronunciaban letizia (he ahí la forma italiana), y los hispanorromanos Leticia (he ahí la forma española).
Este nombre se le atribuía a la diosa Ceres, En una moneda de oro de Antonino Pío aparece Ceres y la inscripción Laetitia.
Leticia también es una ciudad ubicada en el extremo sur de Colombia. Es la capital del Departamento del Amazonas, lugar donde se localiza una embotelladora de Bebidas gaseosas del Mismo Nombre de la Ciudad: Gaseosas Leticia, Leticiosa  (haciendo un juego de palabras con Leticia y Deliciosa), conocida mundialmente por ser la embotelladora de bebidas gaseosas más pequeña del mundo.

## Uso Institucional
A Nivel de organizaciones e instituciones, El nombre Leticia es citado en el Escudo y Bandera de la Universidad de Santiago de Chile, bajo el lema Labor lætitia nostra ((lat.) En el trabajo está nuestra alegría), haciendo referencia a la Escuela de Artes y Oficios, creada en Chile en 6 de julio de 1949.

## Personajes célebres
Algunas personas relevantes con este nombre:
- Leticia Brédice, actriz y cantante argentina.
- Laetitia Casta, modelo y actriz francesa.
- Leticia Calderón, actriz y conductora mexicana.
- Leticia Cline, modelo estadounidense.
- Leticia Dolera, actriz española.
- Letizia Moratti, política italiana
- Leticia Moreira, actriz y cantante uruguaya.
- Leticia Moreno, violinista española.
- Letizia Ortiz, reina consorte de España.
- Letícia Persiles, actriz y cantante brasileña.
- Letizia Ramolino, madre del emperador Napoleón y matriarca de la estirpe Bonaparte.
- Leticia Sabater, presentadora y actriz española.
- Letícia Spiller, actriz brasileña.
- Leticia Torres, atleta paralímpica.
- Laetitia Sadier, cantante, teclista y guitarrista francesa.